# Estnischer Männergesangsverband
Der Estnische Männergesangsverband (estnisch Eesti Meestelaulu Selts, EMLS) ist der Dachverband der Männer- und Knabenchöre aus Estland. Er zählt mit rund 3000 Sängern in rund 100 Mitgliedschören zu den führenden
Amateurverbänden in Estland.
Der EMLS ist seit 2005 als Mitgliedsverband dem Nordischen Sängerverband angeschlossen.
Der Estnische Frauengesangsverband (Eesti Naislaulu Selts, ENLS) ist das weibliche Gegenstück als Dachverband der Frauen- und Mädchenchöre. EMLS und ENLS sind Teil des Estnischen Chorverbands (Eesti Kooriühing).